# Hôtel Nairac
Pour les articles homonymes, voir château Nairac et Nairac.
L’hôtel Nairac est un hôtel particulier du XVIIIe siècle situé à Bordeaux, au no 17 cours de Verdun. Il a été construit entre 1775 et 1777 par les frères Laclotte, selon les plans de l'architecte Victor Louis, pour le compte du riche armateur et négrier Pierre-Paul Nairac. L'édifice accueille désormais la Cour administrative d'appel de Bordeaux.

## Histoire

### Une riche famille d'armateurs, négociants et négriers
Les Nairac fondent, au XVIIIe siècle, l'une des plus puissantes dynasties protestantes du négoce bordelais. Avant de s'installer dans l'hôtel du cours de Verdun, la parentèle réside dans une vaste demeure de la rue du Moulin, tout près du port, dans le quartier Sainte-Croix.
Avec les très importants profits tirés de ses activités commerciales, parmi lesquelles les raffineries de sucre et la traite négrière, Pierre-Paul Nairac se fait bâtir un hôtel particulier dans un quartier prestigieux et en plein développement, à proximité du Grand-Théâtre et des allées de Tourny.

### Construction de l'hôtel
La construction de l'édifice, entre 1775 et 1777, est confiée à l'entreprise Laclotte, selon les plans dressés par l'architecte Victor Louis. Son coût total, incluant l'achat du terrain, s'élève à 233 000 livres, équivalents à plus de 2,6 millions d'euros actuels.

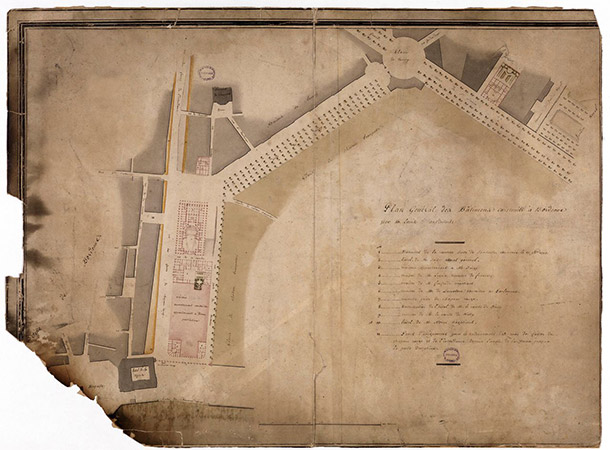
Plan général des bâtiments construits par M. Louis à Bordeaux, vers 1780. On distingue en haut à droite le plan de l'hôtel Nairac, en bordure du glacis du château Trompette.

### Changement de propriétaire à la Révolution
Sous la Révolution, Nairac choisit l'émigration en 1792 et revend alors l'hôtel aux négociants Martell, Beumerth et Hertzog. À leur tour, ces derniers le cèdent à Mme Reinhard en 1801.
En 1829, il devient la propriété de la famille Goyeneche y Barreda, d'origines espagnole et péruvienne, et qui font de l'hôtel le consulat du Pérou entre 1842 à 1844.
En 1850, l'édifice est acquis par Mme de Carayon-Latour pour le compte de sa fille, épouse de Louis-Octave de Curzay. L'hôtel appartient ainsi pendant 74 ans à la famille Duval de Curzay, raison pour laquelle les Bordelais l’appellent alors « Hôtel de Curzay ». En 1870, l'architecte Henri Duphot apporte quelques modifications à l'édifice.

### Acquisition par une banque auXXesiècle
Il est ensuite acquis en 1924 par la banque Soula et perd ainsi sa fonction d'habitation. Sous l’Occupation, l'hôtel est réquisitionné par la police en 1943, mais sera restitué en 1951, peu après la Libération, à la Société bordelaise de Crédit industriel et commercial (Banque CIC), qui avait fusionné avec la banque Soula. Il appartient encore aujourd'hui à cet établissement bancaire.

### Cour administrative d'appel depuis 1999
Depuis 1999, l'État loue l'hôtel à la banque CIC pour y loger la Cour administrative d'appel de Bordeaux, qui compte 36 magistrats en 2021. En rapport le passé négrier de l'hôtel particulier, la cour déclare sur son site : « Eu égard à ses origines et son histoire, ce bâtiment est un rappel permanent, pour ceux qui y travaillent, magistrats et agents de greffe, comme pour ceux qui le fréquentent, avocats et citoyens, de la nécessité de préserver les droits et la dignité de la personne humaine. »
Parmi les affaires qui y ont été traitées, on trouve celle de la Nouvelle route du Littoral de la Réunion ou encore la suspension en 2024de l’autorisation accordée pour quatre retenues d'eau artificielles, dont celle de Sainte-Soline,.
Depuis le 1er septembre 2024, l'hôtel Nairac accueille une antenne de la Cour nationale du droit d'asile.

## Architecture

### Extérieur
Il s'agit d'un hôtel particulier entre cour et jardin, d'architecture néoclassique. 
En retour d'équerre, deux bâtiments encadrent la cour et accueillaient jadis les activités salissantes et odorantes : à droite les écuries (actuelle bibliothèque), et à gauche la lingerie et les cuisines. 
Le corps de logis présente une façade épurée et austère. Pour seule ornementation, l'architecte Victor Louis a placé une guirlande rubanée entre des consoles à écailles portant un petit entablement. Le reste du décor est exclusivement constitué par les décrochements créés par la taille des pierres. 

L'hôtel étant situé en bordure du glacis du château Trompette, sa hauteur était limitée, afin de permettre à la garnison de bombarder la ville en cas de révolte. Pour contourner cette contrainte, Victor Louis considère le deuxième niveau, séparé du bas par une corniche, comme un attique sous comble, et non comme un étage à part entière. Il servait à loger les domestiques et les enfants. 

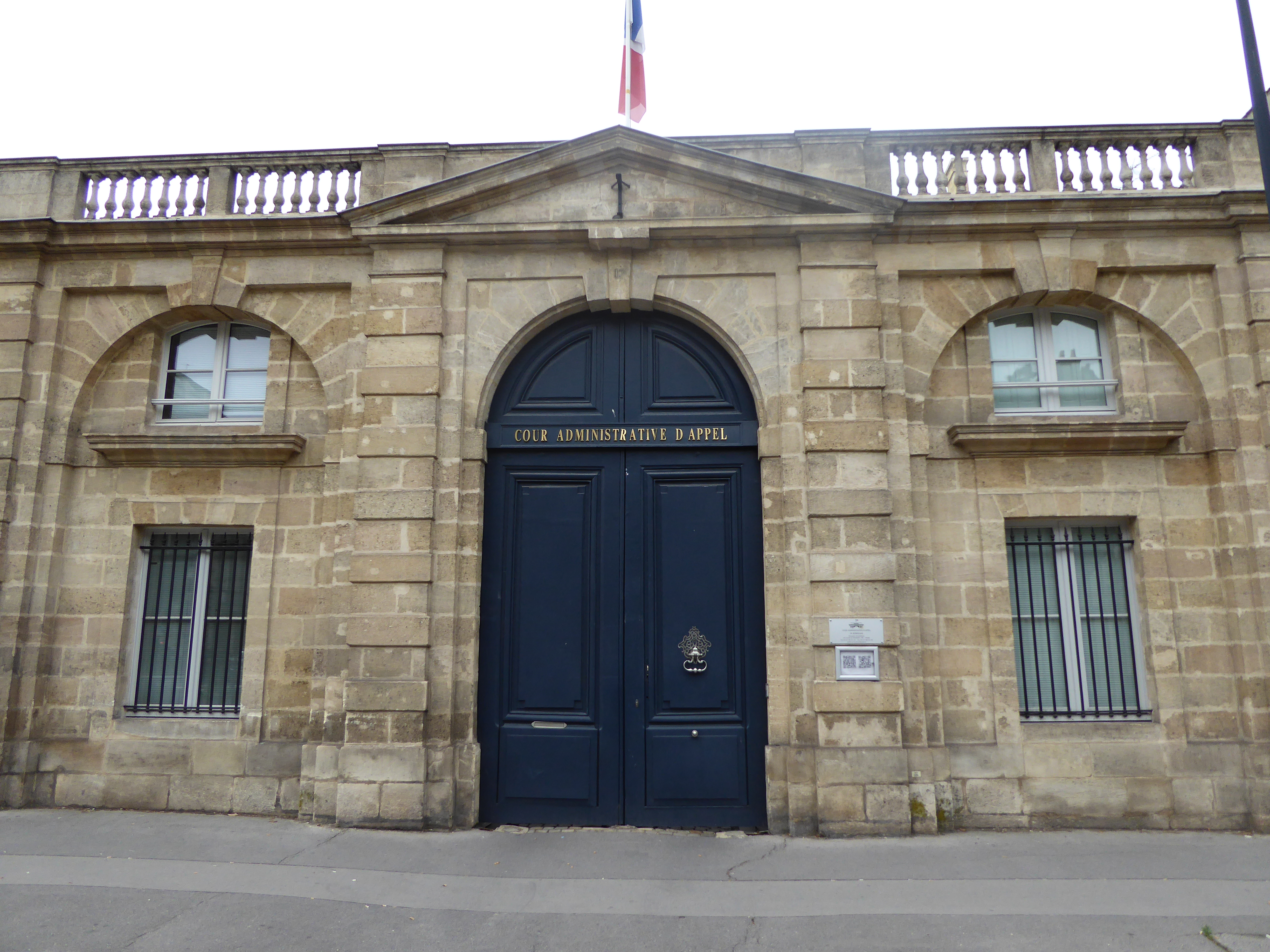
Porte cochère.
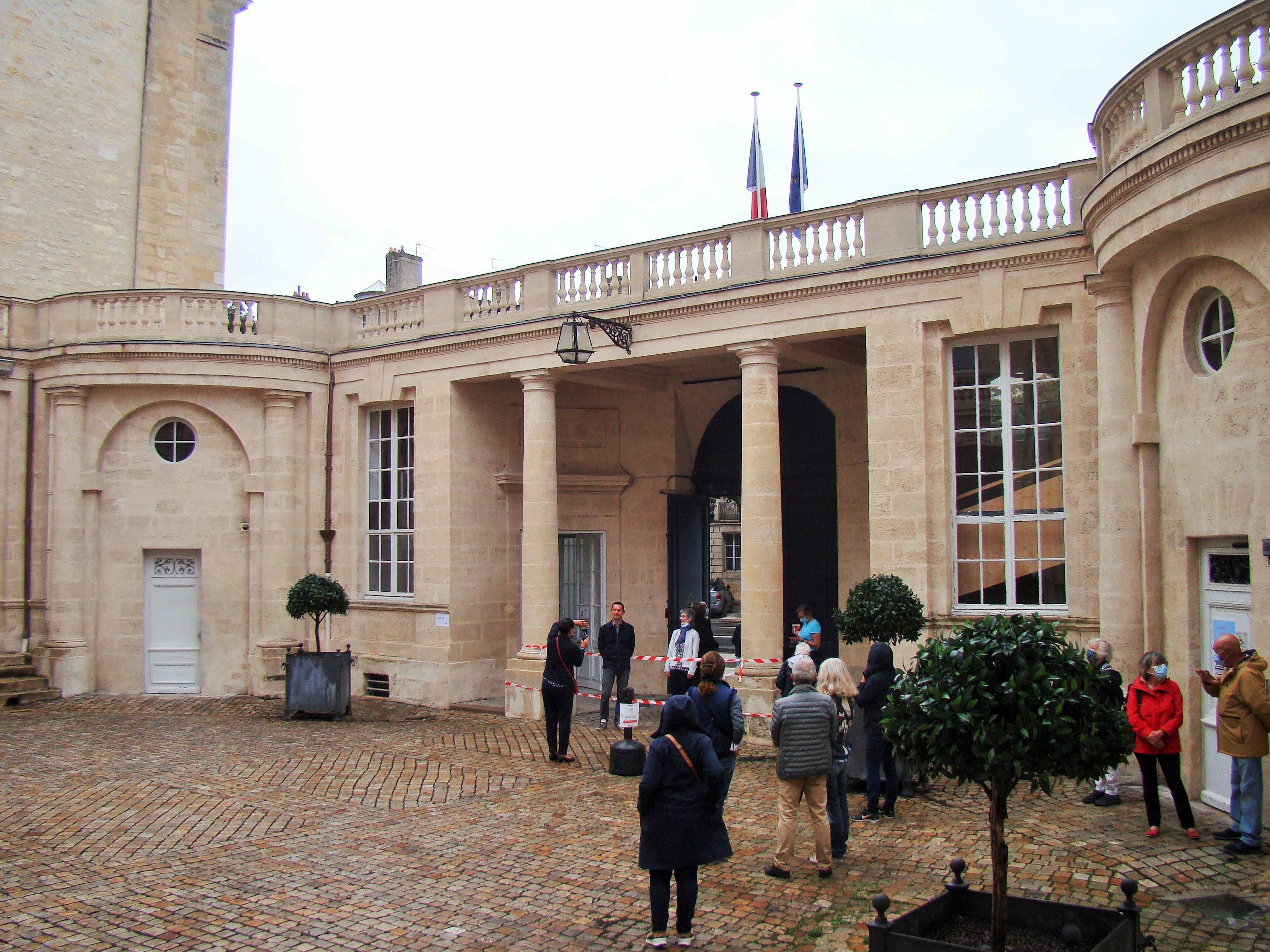
Porche d'entrée vue depuis la cour.
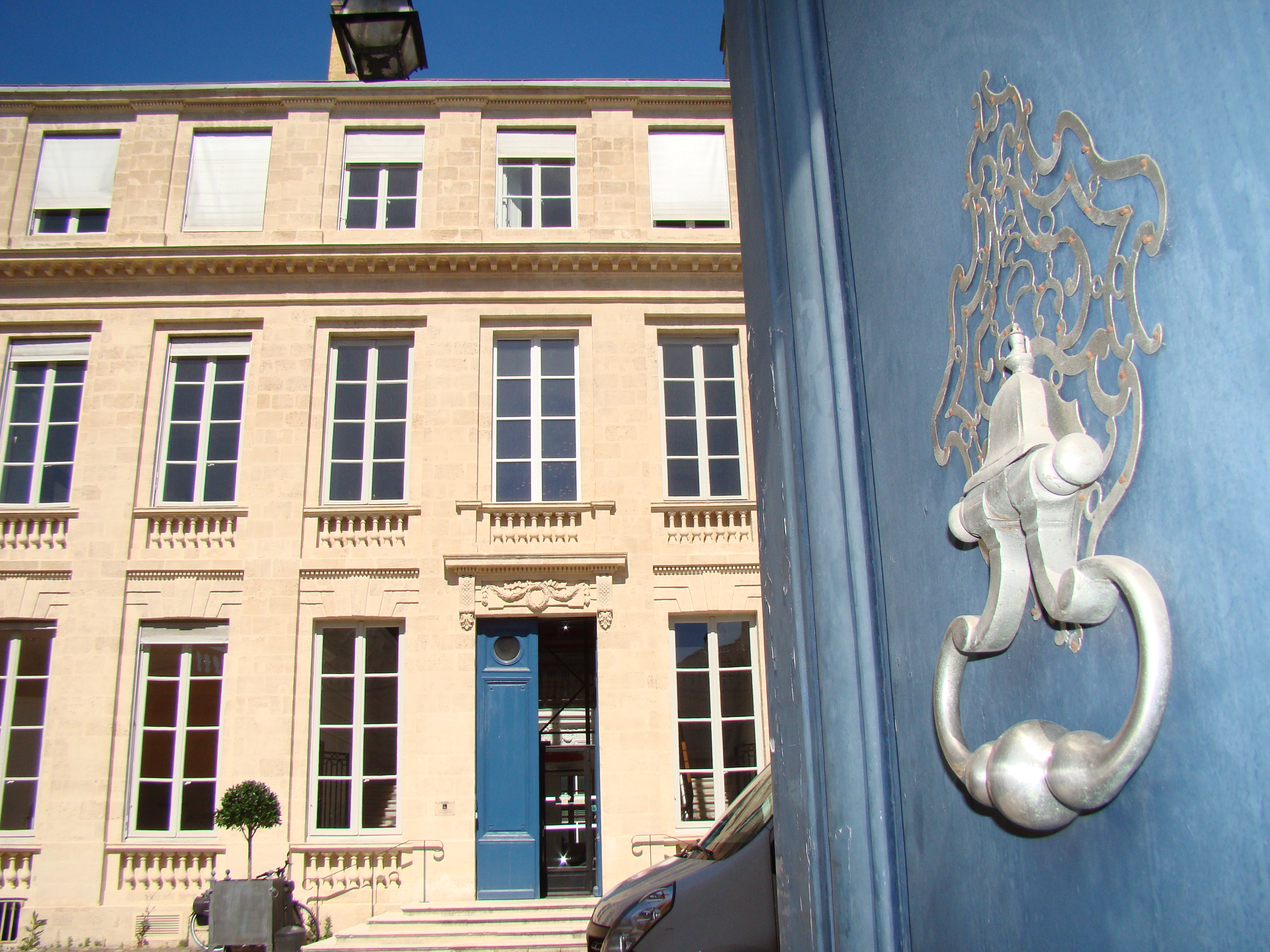
Façade donnant sur la cour intérieure.

### Intérieur
Contrastant avec la sévérité de la façade, l'intérieur de l'édifice est marqué par une entrée particulièrement spacieuse, avec un escalier d'honneur double à volées parallèles. Le fer forgé, absent dans l'architecture extérieure, est ici très présent. Les lambris ont été remaniés et datent du XIXe siècle.

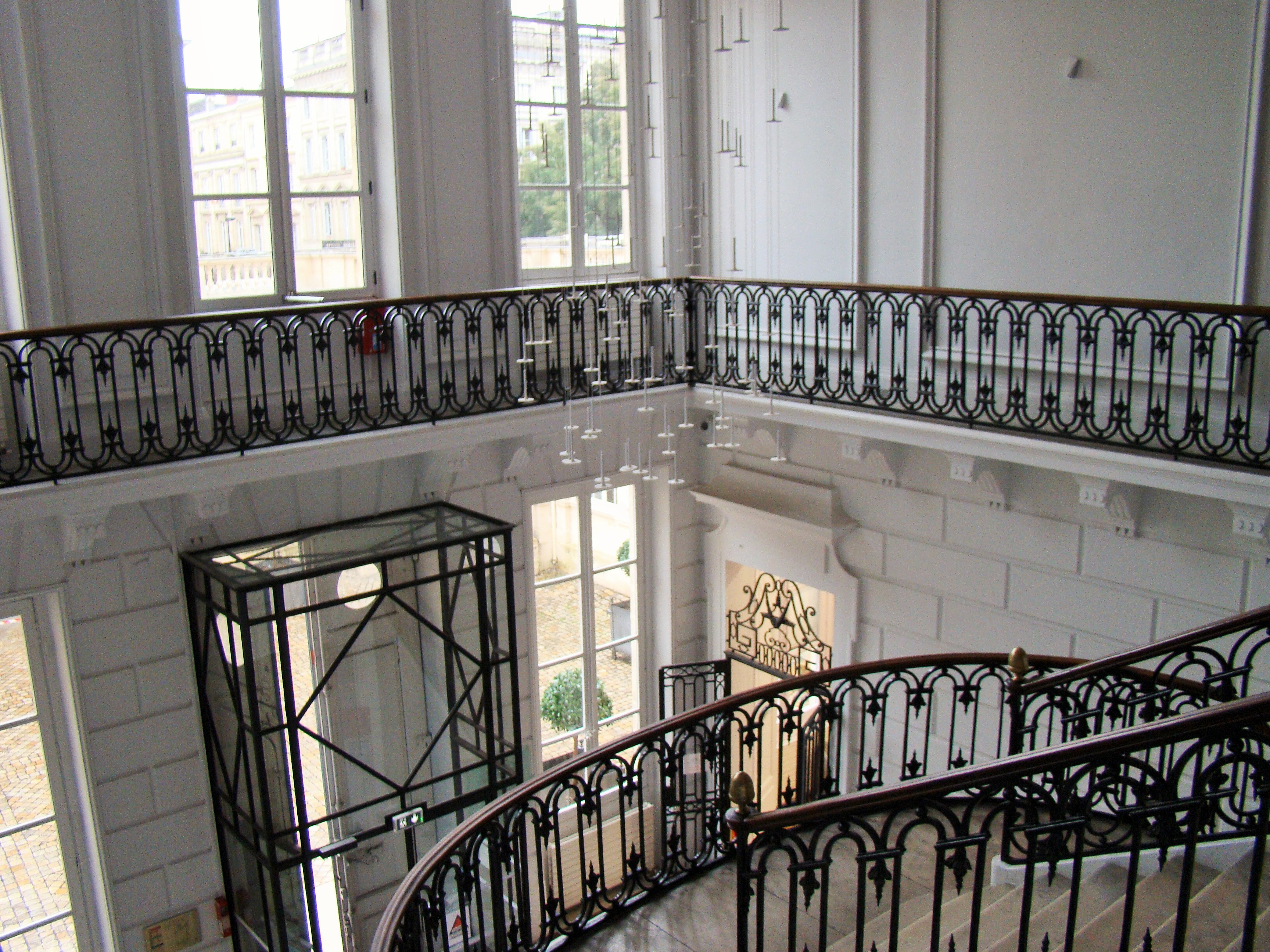
Le vestibule.
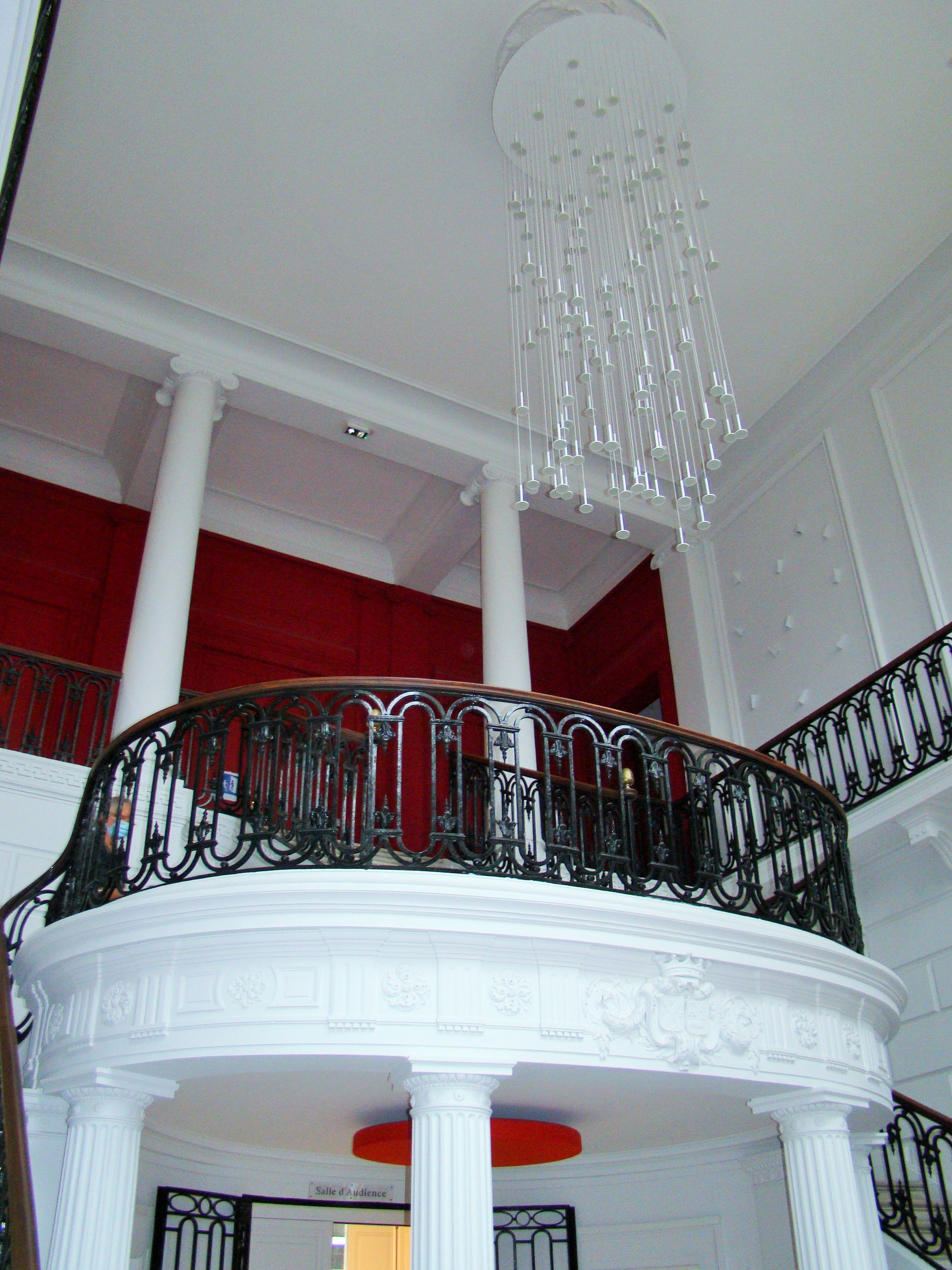
l'escalier monumental.
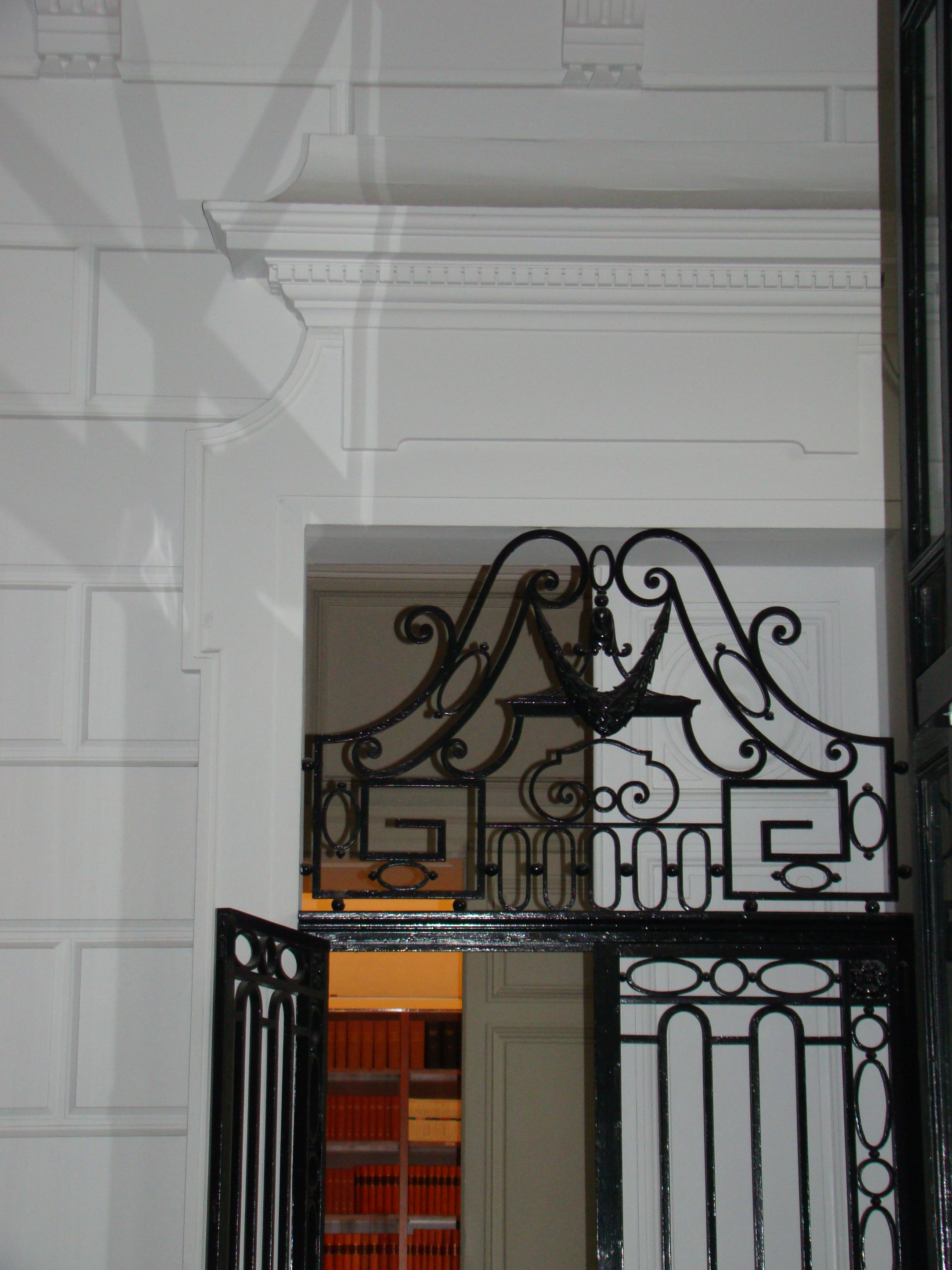
Détail de ferronnerie.
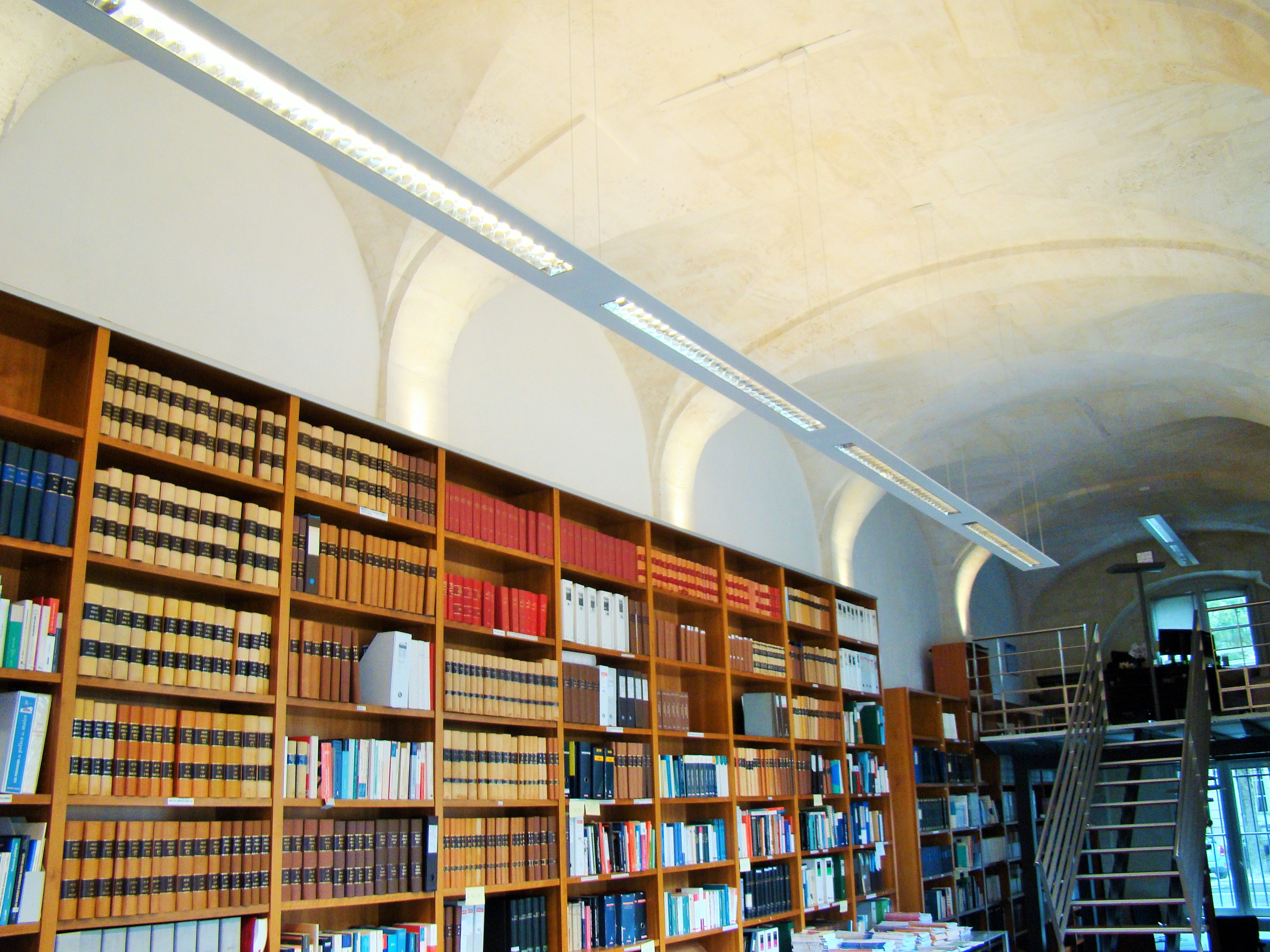
La bibliothèque dans les anciennes écuries.